# International Charter Incorporated of Oregon
Die International Charter Incorporated of Oregon (kurz ICI of Oregon) ist ein amerikanisches privates Sicherheits- und Militärunternehmen, die 1992 in Salem im Bundesstaat Oregon gegründet wurde. Heute ist der Unternehmenssitz in Dallas, ebenfalls in Oregon.
ICI ist eine Chartergesellschaft, die Kunden vorwiegend Hubschrauber, aber auch Flugzeuge zur Verfügung stellt. Bei diesen handelt es sich um Modelle russischer Bauart (Bsp. Mil Mi-8, Mil Mi-26, Il-76). Diese werden in der Regel von russischem Personal geflogen und gewartet. ICI expandiert auch in den lukrativen Mark von Sicherheitsschulungen. Dazu wurde 2002 eine neue Firma namens ICI Security and Training gegründet.

## Einsatzgebiete

### Haiti
Das US-Außenministerium beauftragte 1996 ICI, mit der Luftunterstützung für das amerikanische so wie das kanadische Kontingent der Friedenstruppen auf Haiti. Ebenso wurde das argentinische Kontingent unterstützt. Zum Einsatz kamen zwei Mi-8 MTV, deren Basis in Port-au-Prince war. Sie wurden dazu eingesetzt, Truppen, Fracht und VIP (beispielsweise den damaligen Präsident von Haiti) zu transportieren.
Außerdem stellte ICI eine Quick Reaktion Force bestehend aus kanadischen und argentinischen Soldaten auf.

### Liberia
Von 1996 bis 1998 unterstützte ICI die ECOWAS beim Transport von Gütern und Personal in Liberia. Später wurde das Operationsgebiet auf Nigeria und Sierra Leone ausgeweitet. ICI war auch kurzzeitig ein Subunternehmer von DynCorp in Liberia. Es wurde dort das US-Außenministerium mit Hubschraubern zum Transport von Personal unterstützt.
Als im April 1996 der Bürgerkrieg in Liberia wieder ausbrach, wurde ICI von Rebellen, die in die Hauptstadt Monrovia einmarschierten, überrascht. Es kam zu direkten Kämpfen zwischen ICI-Mitarbeitern und Rebellen. Da die Situation sich immer weiter verschlechterte, vereinbarten die ICI-Mitarbeiter einen Deal mit den Mitarbeitern der dortigen US-Botschaft. Wenn ICI bei der Verteidigung der Botschaft helfen würde, dürften deren Mitarbeiter (zu der Zeit amerikanische und russische Staatsbürger) zum eigenen Schutz in das Botschaftsgebäude. Die Kämpfe dauerten an, bis United States Navy Seals eintrafen und die Botschaft evakuiert wurde. Im selben Jahr wurden ICI vom US-Außenministerium mit dem Preis Contractor of the Year für die Verteidigung der Botschaft ausgezeichnet.

### Nigeria
Im Oktober des Jahres 2000 wurde ICI vom Verteidigungsministerium der Vereinigten Staaten beauftragt, die nigerianische Armee in friedenssichernden Operationen zu unterweisen.

### Sierra Leone
Seit 2002 unterstützt ICI die ECOWAS, insbesondere die nigerianischen Truppen mit bis zu drei Hubschraubern, zwei Mi-8 und eine Mi-26. Neben dem Transport von humanitären Gütern, Truppen und VIP zum Wiederaufbau von Sierra Leone wurde ICI auch in Feuergefechten mit Rebellen verwickelt.

### Sudan
Im Südsudan ist ICI mit dem ICI foundation Project vertreten. Dies Projekt dient dazu, die National Democratic Alliance (NDA) bei zivilen Aufgaben zu unterstützen. Es wird durch den Kongress der Vereinigten Staaten mit 10 Millionen US-Dollar unterstützt. Laut eigener Aussage von ICI wurden in den ersten 100 Tagen 7 mobile Krankenhäuser errichtet, 24 Tonnen medizinische Ausrüstung geliefert, 526 Verwundete evakuiert und 100 Personen im Bereich Medizin ausgebildet.